# Línea Roja (Metro de Cleveland)
La Línea Roja (en inglés: Red Line) es una línea de ferrocarril del Metro de Cleveland. La línea opera entre las estaciones Aeropuerto Internacional Cleveland Hopkins y la Estación Louis Stokes en Windermere.

## Estaciones
| Línea | Estación                           | Tiempo a Tower City | Apertura                | Reapertura               | Conexiones / |
| ----- | ---------------------------------- | ------------------- | ----------------------- | ------------------------ | --- |
|       | Aeropuerto Cleveland Hopkins       | 26 min              | 15 de noviembre de 1968 | Mayo 1994                | RTA Bus: 22 (Solamente por altas horas de la noche) |
|       | Brookpark                          | 22 min              | 20 de abril de 1969     |                          | RTA Bus: 22 (Solamente por altas horas de la noche), 54, 78, 86 |
|       | Puritas                            | 19 min              | 15 de noviembre de 1968 | 17 de mayo de 2011       | RTA Bus: 78Anteriormente como Puritas |
|       | West Park                          | 17 min              | 15 de noviembre de 1958 | Mayo 1996                | RTA Bus: 22, 49, 75, 83, 86 |
|       | Triskett                           | 15 min              | 15 de noviembre de 1958 | 30 de noviembre de 2000  | |
|       | West 117th                         | 13 min              | 14 de agosto de 1955    | 16 de octubre de 2007    | RTA Bus: 25, 78 |
|       | West Boulevard                     | 10 min              | 14 de agosto de 1955    | Abril 1999               | RTA Bus: 25, 26, 81Anteriormente como West 98th–Detroit |
|       | West 65th                          | 7 min               | 14 de agosto de 1955    | 21 de septiembre de 2004 | RTA Bus: 22Anteriormente como West 65th–Lorain |
|       | West 25th–Ohio City                | 4 min               | 14 de agosto de 1955    | Septiembre 1992          | RTA Bus: 22, 45, 51, 51A, 51B, 51C, 79, 79A (Hora pico), 81 |
|       | Tower City–Public Square           | –                   | 20 de julio de 1930     | 17 de diciembre de 1990  | Metro de Cleveland: Líneas Azul y Verde Metro de Cleveland: HealthLine RTA Bus: Línea B, Línea C, Línea E, y los Trolles de la línea L; 1, 3, 8, 11, 14, 15, 19, 22, 26, 38, 39 / 39F, 45, 51, 51A, 51B, 51C, 53F, 55 A–B–C, 76, 77F, 79A–B, 81, 90F, 246, 251, 263 METRO RTA: X60, X61 PARTA: 100 SARTA: 4 Laketran: 10, 11, 12, 13 |
|       | East 34th–Campus                   | 4 min               | 10 de julio de 1930     | 18 de agosto de 2003     | RTA Rapid Transit: Líneas Azul y Verde RTA Bus: 15, 19, 76 (Días de semana) |
|       | East 55th                          | 6 min               | 11 de abril de 1920     | 11 de octubre de 2011    | RTA Rapid Transit: Líneas Azul y Verde RTA Bus: 16 |
|       | East 79th                          | 9 min               | 15 de marzo de 1955     |                          | RTA Bus: 2 (Días de semana) |
|       | East 105th–Quincy                  | 12 min              | 15 de marzo de 1955     | 4 de noviembre de 2005   | RTA Bus: 10, 11 |
|       | Cedar–University                   | 14 min              | 15 de marzo de 1955     | 28 de agosto de 2014     | RTA Bus: 7, 8, 32, 48 / 48A, (48A Días de semana) Anteriormente como University Circle |
|       | Little Italy–University Circle     | 15 min              | 11 de agosto de 2015    |                          | RTA Bus: 9 La estación Euclid – East 120th fue reubicada a su sitio actual. |
|       | Superior                           | 18 min              | 15 de marzo de 1955     | Septiembre 1996          | RTA Rapid Transit: HealthLine RTA Bus: 3, 40 |
|       | Louis Stokes Station at Windermere | 20 min              | 15 de marzo de 1955     | 22 de junio de 1997      | RTA Rapid Transit: HealthLine RTA Bus: 3, 28, 28A (Días de semana), 30, 37, 41 / 41F (41F Días de semana)Anteriormente como Windermere |

### Antiguas estaciones
| Línea | Estación            | Fecha de apertura   | Fecha de clausura    | Notas                                                                                         |
| ----- | ------------------- | ------------------- | -------------------- | --------------------------------------------------------------------------------------------- |
|       | Euclid – East 120th | 15 de marzo de 1955 | 11 de agosto de 2015 | La estación fue cerrada debido a su proximidad de la estación Little Italy–University Circle. |